# Eusarcus centromelos
Eusarcus centromelos is een hooiwagen uit de familie Gonyleptidae.